# Spedizione Gaselee
La spedizione Gaselee ebbe luogo tra il 4 e il 15 agosto 1900, durante la rivolta dei Boxer. Dopo che i ribelli della Società di giustizia e concordia, con l'appoggio imperiale, avevano attaccato le principali basi occidentali a Pechino e Tientsin, il contrattacco europeo aveva rotto l'assedio di Tientsin, muovendo quindi verso Pechino per liberare gli stranieri bloccati nell'assedio delle legazioni internazionali della capitale.
La spedizione, comandata dal generale britannico Alfred Gaselee, da cui prese il nome, marciò rapidamente verso Pechino, sconfisse deboli resistenze cinesi e tra il 13 e il 15 ebbe ragione della dinastia Qing nella battaglia di Pechino, liberando così gli occidentali intrappolati in città.

## Antefatti
Negli anni 1890 l'impero cinese fu preda della rivolta dei Boxer, ribelli tradizionalisti di orientamento xenofobo e anticristiano, che presero a distruggere le infrastrutture occidentali e soprattutto a massacrare gli stranieri e i cristiani cinesi. Nella primavera del 1900 la situazione precipitò velocemente, e nel giugno 1900 le crescenti violenze portarono agli assedi delle legazioni internazionali di Pechino e di Tientsin, dov'era concentrata la maggiore presenza occidentale in Cina.
La spedizione Seymour, primo tentativo di liberare gli stranieri assediati, fallì, e le potenze dell'Alleanza delle otto nazioni dovettero organizzare in tutta fretta i soccorsi. Dirottando numerose navi da guerra verso Tientsin, il 14 luglio 1900 fu definitivamente rotto l'assedio che attanagliava la città. Occorreva tuttavia ancora soccorrere gli assediati di Pechino, perciò fu formata una nuova spedizione militare al comando del generale britannico Alfred Gaselee, che assunse il comando delle operazioni congiunte dell'alleanza.

## La spedizione
La spedizione Gaselee partì da Tientsin il 4 agosto 1900, forte di più di 18 000 uomini; il nucleo delle truppe era costituito da giapponesi (8000 soldati), russi (4000) e britannici (3000). Dopo poco più di un giorno di marcia, Gaselee soccorse e liberò le truppe dell'ammiraglio Edward Hobart Seymour, a sua volta assediato in un arsenale, puntando poi verso Pechino risalendo il fiume Hai He.
Dopo aver stroncato deboli resistenze cinesi alle battaglie di Beicang e Yangcun, il 12 agosto la spedizione saccheggiò Tongzhou, a circa 20 km da Pechino. Il giorno successivo cominciò la battaglia di Pechino, che terminò due giorni dopo col collasso delle difese cinesi e l'irruzione in città delle truppe alleate, che liberarono le legazioni e, il 16 agosto, anche la cattedrale di Beitang, a sua volta assediata.

## Conseguenze
La spedizione Gaselee fu risolutiva per la vittoria dell'Alleanza delle otto nazioni nella rivolta dei Boxer, la cui iniziativa poté in seguito considerarsi conclusa. La presa di Pechino segnò il collasso del potere imperiale con la fuga dell'imperatrice Cixi, e gli occidentali sottoposero la capitale cinese a un violento saccheggio e a una durissima ondata di repressione, con sistematici rastrellamenti e massacri della popolazione civile, sospettata di connivenza coi Boxer.